# Erich Leo Ludwig Uhmann
Erich Leo Ludwig Uhmann (Chemnitz, 4 november 1881 - Stollberg, 15 januari 1968) was een Duits entomoloog.
Erich Uhmann werd geboren op 4 november 1881 in Chemnitz, groeide op in Dresden en haalde in 1902 zijn eindexamen. Vervolgens studeerde hij Wiskunde en Natuurwetenschappen aan de Universiteit van Leipzig. vanaf zijn middelbareschooltijd en als student was hij vooral geïnteresseerd in plant- en dierkunde. In 1907 werd hij leraar aan een middelbare school in Chemnitz en later in Stollberg. Niet veel mensen wisten dat hij bovendien een amateur-entomoloog van internationale allure was. Hij reisde met andere natuurliefhebbers naar veel landen om insecten te verzamelen. De directeur van het Duitse Entomologische Instituut gaf hem het advies om zich te verdiepen in de schildpadkevers (Hispinae), een ondersoort van de bladhaantjes (Chrysomelidae) Veel van de tropische en subtropische soorten van deze kevers waren nog niet wetenschappelijk beschreven en onderzocht. Hij was nagenoeg de enige expert op de wereld, in deze groep kevers. 
Na zijn dood in 1968 werd zijn gespecialiseerde kevercollectie eigendom van het Deutsche Entomologische Institut (DEI). 
- Gemeinsame Normdatei: 1056555769
- International Standard Name Identifier: 0000 0003 5899 7168
- Nederlandse Thesaurus van Auteursnamen: 163618909
- Système universitaire de documentation: 136675638
- Virtual International Authority File: 212229553
- WorldCat: E39PBJkHk9X4JdqqT3XRHkQH4q